# Сеад Хакшабановић
Сеад Хакшабановић (Хилтебрук, 4. мај 1999) је црногорски фудбалер албанског порекла који тренутно наступа за Малме. Игра на позицији крилног нападача.
Хакшабановић је рођен у месту Хилтебрук у Шведској, али је његова породица пореклом из Тузи у Црној Гори. Након што није уврштен на списак младе репрезентације Шведске, Хакшабановић је маја 2017. године одлучио да наступа за Црну Гору. Дебитовао је већ следећег месеца.

## Успеси
Селтик
- Премијершип Шкотске (1) : 2022/23.[10]
- Куп Шкотске  (1) : 2022/23.[11]
- Лига куп Шкотске  (1) : 2022/23.[12]

 Малме
- Прва лига Шведске (1) : 2024.[13]